# HD58599
HD58599 — хімічно пекулярна зоря спектрального класу B6, що має видиму зоряну величину в смузі V приблизно  6,4.
Вона  розташована на відстані близько 1264,2 світлових років від Сонця.

## Пекулярний хімічний склад
Зоряна атмосфера HD58599 має підвищений вміст 
He
.